# ANK3
Ankirin 3 (ANK3), isto poznat kao ankirin-G, je protein iz ankirin familije koji je kod čoveka kodiran ANK3 genom.

## Funkcija
Protein kodiran ovim genom je imunološki različit genski proizvod od ankirina ANK1 i ANK2. On je originalno otkriven u aksonskom inicijalnom segmentu i Ranvijerovim čvorovima neurona u centralnom i perifernom nervnom sistemu. Alternativno spojene varijante mogu biti izražene u drugim tkivima. Mada su višestruke transkripcione varijante koje kodiraju nekoliko različitih izoformi nađene za ovaj gen, some su dve bile potpuno karakterisane.
U okviru nervnog sistema, ankirin G ja specifično lociran u neuromišićnom spoju i Ranvijerovim čvorovima. U Ranvijerovim čvorovima gde su akcioni potencijali aktivno prenošeni, za ankirin G se dugo mislilo da je posredni vezujući partner neurofaskinu i naponski-kontrolisanim natrijumskim kanalima. Genetičko brisanje ankirina G sa više neuronskih tipova ja pokazalo da je ankirin G neophodan za normalnu raspodelu naponski-kontrolisanih natrijumskih kanala na aksonskim humkama i za oslobađanje akcionih potencijala.

## Povezanost bolesti
protein se združuje sa srčanim natrijumskim kanalom . Oba proteina su visoko izražena na ventrikularnom umetnutom disku i membrani T-cevčice u kardiomiocitima. Mutacija na  proteinu blokira vezujuću interakciju sa ANK3 i na taj način poremećava površinsko izražavanje  na kardiomiocitima, što dovodi do Brugada sindroma, tipa srčane aritmije.
Pojedine mutacije na ANK3 genu su vezane za bipolarne poremećaje.

## Ankirin familija
Protein koji kodira ANK3 gen je član ankirin familije of proteina koja povezuje integralne membrane proteina sa potpornim spektrin-aktin citoskeletonom. Ankirini igraju ključnu ulog u aktivnostima kao što su ćelijska pokretljivost, aktiviranje, proliferacija, kontakt i održavanje specijalizovanih membranskih domena. Većina ankirina se tipično sastoji of tri strukturna domena: amino-terminalni domen koji sadrži višestruka ankirin ponavljanja; centralin region sa visoko konzervisanim spektrin vezivajućim domenom; i karboksi-terminal regulatorni domen koji je najmanje konzerviran i koji je subjekat varijacije.

## Literatura
1. 1 2 3  „Entrez Gene: ANK2 ankyrin 3, node of Ranvier”.
2. ↑  Kapfhamer D, Miller DE, Lambert S, Bennett V, Glover TW, Burmeister M (1995). „Chromosomal localization of the ankyrin-G gene (ANK3/Ank3) to human 10q21 and mouse 10”. Genomics. 27 (1): 189—91. PMID 7665168. doi:10.1006/geno.1995.1023.
3. ↑  Lambert S, Davis JQ, Bennett V (1997). „Morphogenesis of the node of Ranvier: co-clusters of ankyrin and ankyrin-binding integral proteins define early developmental intermediates.”. J Neurosci. 17 (18): 7025—36. PMID 9278538.
4. ↑  Srinivasan Y, Lewallen M, Angelides KJ (1992). „Mapping the binding site on ankyrin for the voltage-dependent sodium channel from brain.”. J Biol Chem. 267 (11): 7483—9.
5. ↑  Zhou D, Lambert S, Malen PL, Carpenter S, Boland LM, Bennett V (1998). „Ankyrin-G is required for clustering of voltage-gated Na channels at the axon hillock and normal action potential firing.”. J Cell Biol. 143 (5): 1295—1304. PMID 9832557.
6. ↑  Hedstrom KL, Xu X, Ogawa Y, Frischknecht R, Seidenbecher CI, Shrager P, Rasband MN (2007). „Neurofascin assembles a specialized extracellular matrix at the axon initial segment.”. J Cell Biol. 178 (5): 875—886. PMID 17709431.
7. ↑  Mohler PJ, Rivolta I, Napolitano C, LeMaillet G, Lambert S, Priori SG, Bennett V (2004). „Nav1.5 E1053K mutation causing Brugada syndrome blocks binding to ankyrin-G and expression of Nav1.5 on the surface of cardiomyocytes”. Proc. Natl. Acad. Sci. U.S.A. 101 (50): 17533—8. PMC 536011 . PMID 15579534. doi:10.1073/pnas.0403711101.
8. ↑  Ferreira MA; O'Donovan MC; Meng YA;  . (2008). „Collaborative genome-wide association analysis supports a role for ANK3 and CACNA1C in bipolar disorder”. Nat. Genet. 40: 1056. PMID 18711365. doi:10.1038/ng.209.
9. ↑  „Channeling Mental Illness: GWAS Links Ion Channels, Bipolar Disorder”. Schizophrenia Research Forum: News. schizophreniaforum.org. 19. 8. 2008. Архивирано из оригинала 18. 12. 2010. г. Приступљено 21. 8. 2008.